# عبدالله صادقی
عبدالله صادقی سیاست‌مدار افغانستانی و نماینده مردم بادغیس در دوره پانزدهم مجلس نمایندگان بود.

## زندگی‌نامه
عبدالله صادقی متولد ولایت بادغیس افغانستان است.